# Preysz Móric
Preysz Móric (Sopron, 1829. július 23. – Budapest, 1877. március 24.) magyar kémikus, tanár.

## Életpálya
Tanulmányait 1844-ben Pesten, 1845-ben a bécsi műegyetemen végezte. 1853-ban Bécsben Schrötter Antal mellett tanársegéd. 1855-től a pesti reáliskola kémiatanára. A Természettudományi Társaság felkérte, hogy találjon megoldást a tokaji bor minőségromlásának megakadályozására. Preysz a munkája során feltalálta a pasztőrözést, de eredményeit csak 1865-ben, Louis Pasteur eredményeinek közzététele után publikálta, így az eljárás ma pasztőrözés néven vált ismertté.

## Kutatási területei
1861-ben kimutatta, hogy a bor utóerjedése levegőtől elzárva végzett hevítéssel meggátolható.
Eredményeit 1862-ben csírátlanítás módszerének alkalmazására mutatta be a Hegyaljai Bormívelő Egyesület közgyűlésén. Tevékeny része volt a gázvilágítás elterjesztésében. 1861-ben elkezdett vízvizsgálatai és vízellátási kutatásai hozzájárultak, hogy a pesti vízvezeték 1868-ban megépült.

## Írásai
- Vélemény és indítvány a borok megtörésének elhárítására nézve (Gazdasági L., 1859),
- Néhány szó azon módokról, melyek a bor romlásának meggátolására szolgálnak (Gazdasági L., 1862),
- A tokaji bor utóerjedésének meggátlásáról (Természettudományi Közlöny, 1865),
- A pesti kútvizek lényeges tartalmáról (Aujeszky Lászlóval, Pest, 1865).

## Szakmai sikerek
- 1863-tól a Magyar Tudományos Akadémia [MTA] tagja